# Баркинг и Дагенем
Лондонский боро Баркинг и Да́генем (англ. London Borough of Barking and Dagenham, произношениео файле) — один из 32 лондонских боро, расположен на северо-востоке Большого Лондона и занимает площадь 36,09 км². Часть Внешнего Лондона — территории, не входившей до 1965 года в Графство Лондон.

## История

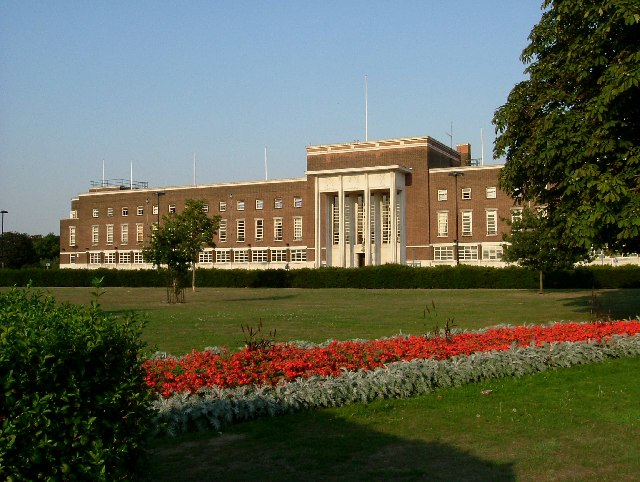
Городской административный центр района Дагенем

Район был образован 1 апреля 1965 года объединением районов Эссекса Баркинг и Дагенем.

## Население
По данным переписи 2011 года население составляет 187 тыс. человек, из них 25,9 % составили дети (до 15 лет), 62,1 % лица трудоспособного возраста (от 16 до 64 лет) и 11,9 % лица пожилого возраста (от 65 лет и выше).

### Этнический состав
Основные этнические группы, согласно переписи 2007 года:
78,2 % — белые, в том числе 72,8 % — белые британцы, 1,5 % — белые ирландцы и 3,9 % — другие белые;
10,5 % — чёрные, в том числе 7,6 % — чёрные африканцы (нигерийцы, танзанийцы), 2,4 % — чёрные карибцы (ямайцы) и 0,5 % — другие чёрные;
6,8 % — выходцы из Южной Азии, в том числе 2,8 % — индийцы, 2,2 % — пакистанцы и 1,8 % — бенгальцы;
2,4 % — метисы, в том числе 1,0 % — чёрные карибцы, смешавшиеся с белыми, 0,5 % — чёрные африканцы, смешавшиеся с белыми, 0,4 % — азиаты, смешавшиеся с белыми и 0,5 % — другие метисы;
0,9 % — китайцы;
1,0 % — другие азиаты (афганцы);
1,3 % — другие.
С 2001 года по 2011 год национальный состав резко изменился в связи с эмиграцией белых британцев в другие районы Лондона или за пределы города, а также притока иммигрантов из Африки, Азии и континентальной Европы. Однако в Баркинге и Дагенеме всё ещё есть микрорайоны, где преобладают британцы (78% - наивысший процент по району, в Хорнчёрче).
Согласно переписи 2011 года, национальный состав Баркинга и Дагенема таков:
49,5% - белые британцы, 1% - белые ирландцы, 7,8% - другие белые (румыны, литовцы, украинцы, португальцы, поляки, белорусы, болгары);
15% - чернокожие африканцы (нигерийцы, танзанийцы, кенийцы, зимбабвийцы), 2,8% - карибские негры, 1,7% - прочие чернокожие (некарибские афроамериканцы);
4,3 % - пакистанцы, 4% - индусы, 4,1% - бангладешцы, 0,7% - китайцы, 2,8% - другие азиаты (шри-ланкийцы, филиппинцы, иранцы);
2,5 % - потомки белых и чернокожих, 0,7% - потомки белых и азиатов;
1% - другие метисы.

### Религия
Статистические данные по религии в боро на 2011 год:
| Религия      | Баркинг и Дагенем % | Лондон % | Англия % |
| ------------ | ------------------- | -------- | -------- |
| Христианство | 56,0                | 48,4     | 59,4     |
| Ислам        | 13,7                | 12,4     | 5,0      |
| Индуизм      | 2,4                 | 5,0      | 1,5      |
| Сикхизм      | 1,6                 | 1,5      | 0,8      |
| Буддизм      | 0,5                 | 1,0      | 0,5      |
| Иудаизм      | 0,2                 | 1,8      | 0,5      |
| Другие       | 0,3                 | 0,6      | 0,4      |
| Нет религии  | 18,9                | 20,7     | 24,7     |
| Не указана   | 6,4                 | 8,5      | 7,2      |

## Транспорт
По территории боро проходят две линии Лондонского метрополитена, Дистрикт и Хаммерсмит-энд-Сити, а также «Лондонская надземка».

## Известные уроженцы и жители
В Баркинг и Дагенеме в разное время были рождены:
- Джон Терри — футболист лондонского «Челси» и сборной Англии.
- Эдж — музыкант, гитарист, клавишник и основной бэк-вокалист ирландской рок-группы U2.
- Бобби Мур — футболист, Чемпион мира 1966 года в составе сборной Англии.